# Edison Future
Edison Future est une nouvelle entreprise innovante (startup) américaine fondée en 2020 et basée à Livermore en Californie, qui est amenée à devenir un constructeur de véhicules 100 % électriques.

## Histoire
Edison Future est né en 2020 de l'association de deux entreprises : SPI Energy, entreprise sino-américaine installée en Californie et à Hong Kong,  qui produit des solutions d'énergie solaire photovoltaïque, et de Phoenix Motorcars développeur de véhicules tout électriques installée en Ontario.
Son nom s'inspire d'un scientifique, pionnier de l'électricité et fondateur de la General Electric, Thomas Edison, comme ses concurrents directs Tesla et Nikola Corporation font référence à Nikola Tesla.

## Présentation
Edison Future fait sa première apparition publique au salon de l'automobile de Los Angeles en novembre 2021. Le constructeur présente ses deux premiers véhicules, le pick-up EF1-T et le Van EF1-V, qui seront produit à partir de 2023, tous deux dotés d'un toit en panneaux solaires.